# 徐偃王
徐偃王（じょえんおう）は、中国徐国の政治家。『後漢書』の注釈を完成させた唐章懐太子は、徐偃王の部分の注に『博物志』を引用、徐偃王物語を記している。

## 概要
『後漢書』東夷伝に「管・蔡は周に畔き、すなわち夷狄を招き誘う。周公これを征し、遂に東夷定まる。康王の時、粛慎また至る。後に徐夷、僭号し、すなわち九夷を率いて以て宗周を伐ち、西して河の上に至る。穆王、そのまさに熾んなるを畏れ、すなわち東方諸侯を分かち、徐偃王に命じてこれを主せしむ」とある。管は河南省鄭州の地で周武王の弟の管叔鮮が封じられ、蔡は上蔡の地で管叔鮮の弟の蔡叔度が封じられた。管叔鮮と蔡叔度は周武王の死後、殷紂王の子の武庚禄父とともに、周成王と周公旦らに反乱を起こしたが、平定された。徐夷が僭号したとあるが、徐は現在の邳州市付近の広域地で、徐地域の支配者が周の支配に反乱し、徐偃王を名のって周から自立した。徐偃王は東夷の九夷を率いて周を攻め、周穆王は、徐偃王の軍勢が強力であるのを恐れて、東方に封じていた諸侯を分けて徐偃王に属させた。

## 徐偃王物語
張華が著した『博物志』「異聞」に、徐偃王物語が記載されている。
1. 徐君の宮人は妊娠して卵を生んだ。これを不詳とみなして、卵を水辺に棄てた[3]。
2. 孤児や独り身の者たちを母のように養育する者がおり、彼女は鵠蒼という名の犬を飼っていた。鵠蒼は水辺に食を求めて、棄てられていた卵をくわえて彼女のところへ戻った。彼女は不思議に思い、卵を覆うようにして暖めた[3]。
3. 卵から子が生まれたが、通常の子と違い寝そべるように横たわって生まれたため、名を偃（横たわる）とつけた[3]。
4. 徐君の宮廷はそのことを聞き、子の誕生の次第を調べたうえで、宮中に迎えて養育した[3]。
5. 子は成長すると仁智を備え、先代の徐君の後をつぎ徐国の君となった[3]。
6. その後、鵠蒼は死に臨んで、頭には角が生え、尾は九尾となり、黄竜の化身だった。鵠蒼のまたの名は后蒼であり、偃王が鵠蒼を葬った場所は、徐国のなかであり、現在も「狗壟」が残っている[3]。
7. 徐王が国を治めにつれ、その仁義は有名となり、偃王は周へ船で行きたいと思い、陳と蔡の間に溝（運河）を通じさせたが、その時に朱色の弓矢を得た。その弓矢を得たことで、天瑞を得ることができたとして、自分の名を号として徐偃王と自称した[3]。
8. 付近の淮・江の諸侯で偃王に服従する者が三十六国に及んだ。天下を支配していた穆王はこれを聞き、使者を楚に派遣して偃王を伐たせた。偃王は愛民の心があり闘わずして、楚に敗北した[3]。
9. 敗北した偃王は北走し、彭城武原県に逃れた。万を超える人びとが偃王に随って移住した。それでその山の名を徐山とし、その山上に石室の廟をたてた[3]。
10. 廟には神霊が宿り、人びとは祈るときには文を書いて割符のようにするというが、世代を隔てた古いことなので詳細を明らかにし難い。徐城の外には徐君の墓があり、昔、季札はその場所で剣を解いたが、それは心の許すところに違いたくないということからである[3]。

## 伝承
徐偃王物語に直接関係する部分は残されていないが、『竹書紀年』穆王三七年条に「伐楚。大起九師。東至於九江。比黿鼉以為梁」とあり、穆王は大亀や大鰐を叱りつけて梁すなわち橋をつくらせる話がある。袁珂はこの話は楚を伐つ時のことではなく、徐偃王打倒の時とする説を支持しており、徐偃王物語には穆王との戦いの場面があり、大亀や大鰐が橋をつくる話が元来は存在していた可能性がある。

## 考証
殷末周初の東夷を解明した古典的かつ基本的な研究に、貝塚茂樹の研究がある。周武王は殷紂王を打倒したが、殷の祭祀は殷の旧領土に封じた武王の子の武庚禄父に継承させた。武庚禄父を一人の人名とする『史記』の説があるが、『論衡』などの二人の人名説が妥当である。武庚は殷の故都（安陽）に封じられ、禄父は梁山出土の銅器の銘文からみて、梁山に封じられた。武庚は周に反乱、禄父も加担したが、周公旦や召公奭に平定された。周公旦や召公奭は、山東渤海まで遠征、恩賞として周成王は召公奭に徐地域を与えたが、実際に徐地域を支配したのは、召公奭の長男の燕侯＝匽侯旨であり、燕侯＝匽侯の号である「燕（えん）」「匽（えん）」は、旨が拠点とした「奄」（魯の近隣）の「奄（えん）」による。燕国出土銅器の銘文は「燕」を「匽」と記している。この匽侯旨が投影、伝説化されたのが徐偃王である。召公奭は、『史記』に燕国に封じられたとあるが、易州出土の銅器の銘文からみて、これは燕侯旨が易州に封じられた史実を修飾したものである。燕侯旨が易州に移封されたのは、周公旦の長子の伯禽が匽つまり奄に封じられたためである。『史記』は周公旦が魯（匽つまり奄）に封じられたとするが、これは伯禽の史実を背景とする修飾である。
周初に梁山地域に封じられた燕侯＝匽侯旨が伝説化されたのが偃王物語の徐偃王である。燕侯旨が燕国南部の易州に移封されると、旨の伝説的投影像である徐偃王物語も燕国に広まる。さらに燕国が遼西から遼東へと支配を広げるに従い、徐偃王物語の伝達範囲も広がる。
徐偃王物語は「卵生説話」であるが、三品彰英によりその分布や意味が検討されており、「卵生説話」はインドネシアを中心に、中国沿岸部から朝鮮半島、北東アジアに分布し、中国沿岸部は東夷と南方系住民が境を接して居住、この地域一帯に「卵生神話」などの海洋民族文化が流布していた。それが春秋戦国時代から漢人が東進してきたため、東夷は北へ、南方系は南へ押し分けられた。また殷は東夷といわれ、「卵生神話」はこの地域に存在した可能性もある。
林泰輔は、朝鮮の「卵生説話」（赫居世居西干、鄒牟王、首露王、五伽耶王、脱解尼師今）と『賢愚経』『法苑珠林』『新唐書』『大越史記全書』『山海経』『大明一統志』『博物志』『後漢書』などにみられるインド古代伝説との類似性、および『三国遺事』に抄録された『駕洛国記』に記される金官加羅国の始祖首露王の夫人の許黄玉が天竺阿踰陀国の王女であることを根拠にして、「古代にインド人が馬剌加海峡を渡って東方に交通し、ついに朝鮮半島の南岸に加羅国を開いた」と述べ、加羅はインド人が切り開いたと指摘しており、関連して、林泰輔は、張華が著した『博物志』にみられる徐偃王の卵生説話におけるインド古代伝説との類似性から、中国もまたインドから流れてきたものと指摘している。